# Caloctenus abyssinicus
Caloctenus abyssinicus là một loài nhện trong họ Ctenidae.
Loài này thuộc chi Caloctenus. Caloctenus abyssinicus được Embrik Strand miêu tả năm 1917.